# Anton Wellbrock
Anton Wellbrock (geb. 21. Mai 1911 in Gelsenkirchen; gest. ?) war ein deutscher SS-Sturmbannführer. Er war unter anderem Kommandeur des „Hauses Germanien“ in Hildesheim, einer Führerschule für ausländische SS-Freiwillige.

## Lebensweg
Anton Wellbrock war Sohn eines Kaufmanns. Seine Schulzeit schloss er mit der Unterprima, also mit der zwölften Klasse, ab. Sein Betriebswirtschaftsstudium beendete er als Diplom-Kaufmann. Danach war er zunächst im Geschäft seines Vaters tätig. Im Mai 1933 trat Wellbrock in die NSDAP (Mitgliedsnummer 2.160.826) sowie in die SS ein (SS-Nummer 105.080) ein. Am 20. April 1936 wurde Wellbrock zum SS-Untersturmführer befördert. Er kam zur Verfügungstruppe der SS, einer Vorstufe der späteren Waffen-SS. Wellbrock diente unter anderem in der Wachtruppe des KZ Sachsenburg. Am 12. September 1937 wurde er zum SS-Obersturmführer befördert. Von 1937 bis 1939 war Wellbrock Adjutant des SS-Obergruppenführers August Heißmeyer. Heißmeyer leitete die „Dienststelle Heißmeyer“, die für die militärische Ausbildung der Schüler der Napola-Internate zuständig war.
Im Zweiten Weltkrieg kämpfte Wellbrock bei der Waffen-SS. Im November 1941 wurde er verwundet und lag etwa ein Jahr lang, bis gegen Ende 1942, im Lazarett. Von Dezember 1942 bis August 1944 war er im SS-Hauptamt tätig. Im Juni 1943 wurde er dort zum SS-Sturmbannführer befördert.
Offenbar war Wellbrock zeitweilig zum SS-Ausbildungslager Sennheim im Elsass kommandiert. Ab 10. Januar 1944 – nach anderen Quellen: ab 5. Mai 1944 – wurde er als Kommandeur zur politischen Führerschule für „germanische“ Freiwillige, „Haus Germanien“, in Hildesheim versetzt. Er blieb dort bis 16. Juni 1944; sein Amtsnachfolger wurde der Archäologe und SS-Hauptsturmführer Peter Paulsen. Die Ausbildung war für Ausländische Freiwillige der Waffen-SS vorgesehen, die nach der nationalsozialistischen Rassenideologie der „nordischen Menschenrasse“ angehörten, zum Beispiel Niederländer, Norweger, Dänen, Belgier, Balten, Schweizer und so weiter.
Ab August 1944 diente Wellbrock beim SS-Panzergrenadier-Ausbildungs- und -Ersatzbataillon auf dem SS-Truppenübungsplatz Böhmen in Hradischko.
Wellbrocks weiterer Lebensweg ist nicht bekannt.